# غربال زراعي

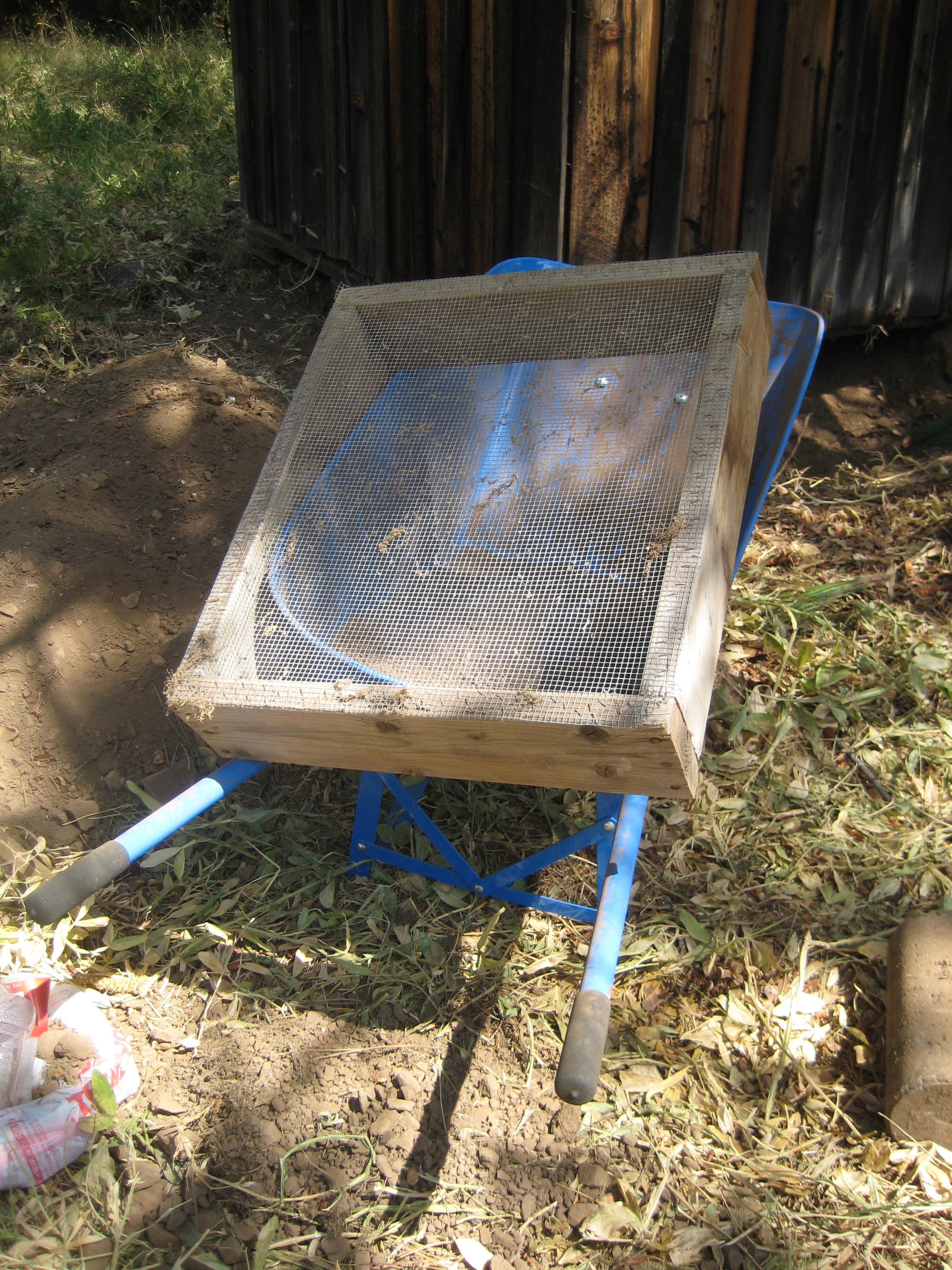
غربال زراعي.

الغربال الزراعي هو إحدى أنواع الغرابيل، ويختص الغربال الزراعي في الأعمال الزراعة، حيث يستخدم لغربلة التربة، أو لفصل التربة عن الخضار.
يمكن أن يكون غربال الزراعي مربعاً أو مستطيلاً أو دائري الشكل، وقد تكون حافته مصنوعة من الخشب أو المعدن أو اللدائن، وتمسك بشبكة سلكية من الصلب قد تكون إما منسوجة يدوياً أو مصنوعة آلياً.

يستخدم غربال الزراعي عادةً لتحسين نوعية التربة، من خلال استخدامه في غربلة التربة، وإزالة الحجارة والأغصان والكتل الكبيرة من التراب، وما إلى ذلك، ويمكن أيضا استخدام الغربال الزراعي للمساعدة في إزالة التربة من الخضار المحصودة.